# Brandon Royval
Brandon Matthew Royval, né le 16 août 1992 à Denver dans le Colorado aux États-Unis est un pratiquant américain d'arts martiaux mixtes (MMA). Il combat dans la catégorie des poids mouches à l'Ultimate Fighting Championship, où il est actuellement classé 1er.
Professionnel depuis 2012, il était champion des poids mouches du Legacy Fighting Alliance de 2017 à 2018.

## Palmarès en arts martiaux mixtes
| 25 combats     | 17 victoires | 8 défaites |
| Par KO         | 4            | 1          |
| Par soumission | 9            | 1          |
| Sur décision   | 4            | 6          |

| Résultat | Record | Adversaire        | Méthode                                 | Événement                            | Date              | Round | Temps | Lieu                              | Notes                                     |
| -------- | ------ | ----------------- | --------------------------------------- | ------------------------------------ | ----------------- | ----- | ----- | --------------------------------- | ----------------------------------------- |
| Défaite  | 17-8   | Joshua Van        | Décision unanime                        | UFC 317 : Topuria contre Oliveira    | 28 juin 2025      | 3     | 5:00  | Las Vegas, Nevada, États-Unis     | Combat de la soirée.                      |
| Victoire | 17-7   | Tatsuro Taira     | Décision partagée                       | UFC Fight Night: Royval vs. Taira    | 14 octobre 2024   | 5     | 5:00  | Las Vegas, Nevada, États-Unis     | Combat de la soirée.                      |
| Victoire | 16-7   | Brandon Moreno    | Décision partagée                       | UFC Fight Night: Moreno vs. Royval 2 | 24 février 2024   | 5     | 5:00  | Mexico, Mexique                   |                                           |
| Défaite  | 15-7   | Alexandre Pantoja | Décision unanime                        | UFC 296                              | 16 décembre 2023  | 5     | 5:00  | Las Vegas, Nevada, États-Unis     | Pour le titre des poids mouches de l’UFC. |
| Victoire | 15-6   | Matheus Nicolau   | KO (coup de genou et coups de coude)    | UFC on ESPN: Holloway vs. Allen      | 15 avril 2023     | 1     | 2:09  | Kansas City, Missouri, États-Unis | Performance de la soirée.                 |
| Victoire | 14-6   | Matt Schnell      | Soumission (étranglement en guillotine) | UFC 274                              | 7 mai 2022        | 1     | 2:14  | Phoenix, Arizona, États-Unis      | Combat de la soirée.                      |
| Victoire | 13-6   | Rogério Bontorin  | Décision partagée                       | UFC on ESPN: Kattar vs. Chikadze     | 15 janvier 2022   | 3     | 5:00  | Las Vegas, Nevada, États-Unis     |                                           |
| Défaite  | 12-6   | Alexandre Pantoja | Soumission (étranglement arrière)       | UFC on ESPN: Cannonier vs. Gastelum  | 21 août 2021      | 2     | 1:46  | Las Vegas, Nevada, États-Unis     |                                           |
| Défaite  | 12-5   | Brandon Moreno    | TKO (coups de poing)                    | UFC 255                              | 21 novembre 2020  | 1     | 4:59  | Las Vegas, Nevada, États-Unis     |                                           |
| Victoire | 12-4   | Kai Kara-France   | Soumission (étranglement en guillotine) | UFC 253                              | 27 septembre 2020 | 2     | 0:48  | Abu Dhabi, Émirats Arabes Unis    | Combat de la soirée.                      |
| Victoire | 11-4   | Tim Elliott       | Soumission (étranglement bras-tête)     | UFC on ESPN: Woodley vs. Burns       | 30 mai 2020       | 2     | 3:18  | Las Vegas, Nevada, États-Unis     | Combat de la soirée.                      |
| Victoire | 10-4   | Nate Williams     | Soumission (clé de bras)                | LFA 79                               | 22 novembre 2019  | 1     | 0:23  | Broomfield, Colorado, États-Unis  | Remporte le titre des poids mouches LFA.  |